# Titularbistum Vicohabentia
Das Bistum Vicohabentia (italienisch diocesi di Voghenza, lateinisch Dioecesis Vicohabentina) ist ein Titularbistum der römisch-katholischen Kirche.
Vicohabentia war eine antike Präfektur „Galliae togatae“ in der Region Emilia. Das Bistum Vicohabentia wurde 431 im Erzbistum Ravenna gegründet und 624 nach Ferrara in der Romagna verlegt.
| Titularbischöfe von Vadesi |                                                                       | |               |               |
| Nr.                        | Name                                                                  | Amt | von           | bis           |
| 1                          | Angelo Scapecchi                                                      | 11. Juli 1967 – 30. September 1986 Weihbischof in Cortona 30. September 1986 – 25. Juli 1987 Weihbischof in Arezzo-Cortona-Sansepolcro (Italien) | 11. Juli 1967 | 30. März 1996 |
| 2                          | Rino Fisichella seit dem 17. Juni 2008 Titularerzbischof pro hac vice | 3. Juli 1998 – 17. Juni 2008 Weihbischof in Rom (Italien und Vatikanstadt) 18. Januar 2002 – 30. Juni 2010 Rektor der Päpstlichen Lateranuniversität 17. Juni 2008 – 30. Juni 2010 Präsident der Päpstlichen Akademie für das Leben seit dem 30. Juni 2010 Präsident des Päpstlichen Rates zur Förderung der Neuevangelisierung | 3. Juli 1998  |               |